# Peter IV. (Bulgarien)
Peter IV. (bulgarisch Петър IV; Geburtsname Theodor, bulgarisch Теодор; † 1197 in Weliko Tarnowo) war von 1186 bis 1190 und 1196 bis 1197 Zar des Zweiten Bulgarischen Reiches.

## Leben
Theodor war gemeinsam mit seinen Brüdern Iwan Assen und Kalojan Mitbegründer der Dynastie der Asseniden. Zunächst verwalteten sie unter byzantinischer Herrschaft die Region um Lowetsch. 1185 ersuchten Theodor und Iwan Assen in Kypsela Kaiser Isaak II. um die Aufnahme in das Pronoia-System, eine Art Steuerpächtertum als Ersatz für einen Sold. Die beiden Brüder benötigten dringend Land und die daraus zu beziehenden Geldeinnahmen, um eine neue beträchtliche Steuer an den Kaiser bezahlen zu können. Diese neue Steuer hatte Isaak II. eingeführt, um Geld für den Krieg gegen die Normannen und für die Hochzeit mit der Tochter von Béla III. von Ungarn zusammenzubekommen. Ihre Bitte wurde jedoch brüsk abgewiesen.
Die beiden Assen-Brüder entfachten daraufhin mit Unterstützung der Kumanen einen bewaffneten Aufstand der Bulgaren, der sich bald im Gebiet zwischen Balkangebirge und Donau ausbreitete, und erklärten sich für unabhängig vom Byzantinischen Reich. Die bulgarischen Gebiete wurden aus der Jurisdiktion des Erzbistums Ohrid gelöst und eine eigenständige bulgarische Kirche gegründet. Zu deren Oberhaupt wurde der Mönch Wassili (Basilios) erhoben, der Theodor 1186 in der neuen Hauptstadt Tarnowo zum Zaren krönte. Um die Kontinuität mit dem Ersten Bulgarenreich zu unterstreichen, nahm Theodor bei der Krönung – wie vor ihm schon Deljan und Konstantin Bodin – den dynastischen Namen Peter an. Isaak II. strengte durch seine Feldherren Johannes Dukas, Johannes Kantakuzenos und Alexios Branas mehrere Feldzüge gegen die Bulgaren an, musste jedoch 1187 die Errichtung des Zweiten Bulgarischen Reiches vertraglich anerkennen.
1189 bot Peter den von Friedrich Barbarossa geführten Kreuzfahrern im Gegenzug für politische Anerkennung seines Zarentums militärische Unterstützung gegen Byzanz an. Im Frühjahr 1190 überließ er seinem militärisch erfolgreicheren Bruder Iwan den Thron in Tarnowo und residierte fortan als Mit-Zar in der alten Hauptstadt Preslaw. Nach der Ermordung Iwan Assens durch den Boljarenführer Iwanko 1196 belagerte Peter den Usurpator in Tarnowo und übernahm nach dessen Flucht nach Konstantinopel wieder die Herrschaft. Nur ein Jahr später fiel er selbst einer Boljarenverschwörung zum Opfer. Die Nachfolge trat sein jüngerer Bruder Kalojan an, der 1196 zum Mitregenten erhoben worden war.
Peter IV. ist Namensgeber für den Peter Peak, einen Berg auf der Livingston-Insel in der Antarktis.